# Seznam postav seriálu Star Trek: Nová generace
Toto je seznam hlavních a některých vedlejších postav, které se objevují v seriálu Star Trek: Nová generace (1987–1994) a v navazujících filmech:
- Star Trek: Generace (1994)
- Star Trek: První kontakt (1996)
- Star Trek: Vzpoura (1998)
- Star Trek: Nemesis (2002)

## Hlavní postavy
Pozn.: Barevně v souladu s uniformami je označeno zařazení postav: červená – velení a řízení, modrá – vědecká a lékařská sekce, žlutá – technická sekce a bezpečnost, šedá – civilisté. 
| | Jméno            | Pozice | Rasa            | Herec                    | Poprvé |
| --- | ---------------- | ------ | --------------- | ------------------------ | ------ |
| Jean-Luc Picard | velící důstojník | člověk | Patrick Stewart | „Střetnutí na Farpointu“ |        |
| Jean-Luc Picard je kapitánem Hvězdné flotily, který je pověřen velením vlajkové lodi Federace USS Enterprise-D a později USS Enterprise-E. Je to především průzkumník a diplomat, jeho velkým koníčkem je archeologie. Odmítá nabídku na povýšení na admirála s tím, že jako kapitán lodi si připadá pro Hvězdnou flotilu užitečnější. |                  |        |                 |                          |        |

| | Jméno           | Pozice | Rasa            | Herec                    | Poprvé |
| --- | --------------- | ------ | --------------- | ------------------------ | ------ |
| William Riker | první důstojník | člověk | Jonathan Frakes | „Střetnutí na Farpointu“ |        |
| William Riker slouží v hodnosti komandéra Hvězdné flotily jako první důstojník pod velením kapitána Picarda. Je energický, většinou vede výsadkové týmy na povrch planety. V minulosti měl poměr s Deannou Troi, s níž se později ožení. Opakovaně odmítá nabídky na povýšení na kapitána, služby na vlajkové lodi Federace si cení více. Povýšení nakonec přijme a stane se kapitánem na lodi USS Titan. |                 |        |                 |                          |        |

| | Jméno                      | Pozice  | Rasa         | Herec                    | Poprvé |
| --- | -------------------------- | ------- | ------------ | ------------------------ | ------ |
| Dat | operační a druhý důstojník | android | Brent Spiner | „Střetnutí na Farpointu“ |        |
| Android Dat (v originále Data) je důstojníkem Hvězdné flotily s hodností nadporučíka, který slouží jako druhý důstojník pod kapitánem Picardem. Usiluje o to, stát se člověkem, k čemuž si vytváří různé podprogramy. Později získá emoční čip (s ním i lidské emoce), který ale může v případě potřeby vypnout. Při střetu Enterprise-E s romulanským prétorem Shinzonem je zabit. Jeho postava má v seriálu podobnou úlohu jako postava pana Spocka v původním seriálu, je zdrojem komických situací a neocenitelným pomocníkem kapitána. |                            |         |              |                          |        |

| | Jméno                           | Pozice | Rasa              | Herec                    | Poprvé |
| --- | ------------------------------- | ------ | ----------------- | ------------------------ | ------ |
| Beverly Crusherová | vrchní lékařka (1., 3.–7. řada) | člověk | Gates McFaddenová | „Střetnutí na Farpointu“ |        |
| Doktorka Beverly Crusherová je hlavním zdravotnickým důstojníkem na lodi USS Enterprise-D s hodností komandéra. S výjimkou krátkého působení v Lékařské divizi Hvězdné flotily na Zemi (2. řada seriálu) pracovala na lodi po celou dobu velení kapitána Picarda, jehož je blízkou přítelkyní. Je matkou Wesleyho Crushera. |                                 |        |                   |                          |        |

| | Jméno                    | Pozice | Rasa             | Herec  | Poprvé |
| --- | ------------------------ | ------ | ---------------- | ------ | ------ |
| Katherine Pulaská | vrchní lékařka (2. řada) | člověk | Diana Muldaurová | „Dítě“ |        |
| Doktorka Katherine Pulaská sloužila jeden rok jako hlavní zdravotnický důstojník na lodi USS Enterprise-D v době, kdy doktorka Crusherová pracovala na Zemi (2. řada seriálu). Předtím působila na USS Repulse. Trpí fóbií z transportérů, které tak používá pouze ve výjimečných případech. |                          |        |                  |        |        |

| | Jméno                                       | Pozice | Rasa         | Herec                    | Poprvé |
| --- | ------------------------------------------- | ------ | ------------ | ------------------------ | ------ |
| Geordi La Forge | pilot (1. řada) vrchní inženýr (2.–7. řada) | člověk | LeVar Burton | „Střetnutí na Farpointu“ |        |
| Poručík (později nadporučík) Geordi La Forge je od narození slepý a k vidění používá přístroj zvaný VISOR, který mu umožňuje vidět ve velké části elektromagnetického spektra. Později získá oční implantáty. V první sezóně seriálu působí jako kormidelník USS Enterprise-D, od druhé řady je šéfinženýrem lodi. Je přítelem nadporučíka Data. |                                             |        |              |                          |        |

| | Jméno     | Pozice                | Rasa             | Herec                    | Poprvé |
| --- | --------- | --------------------- | ---------------- | ------------------------ | ------ |
| Deanna Troi | poradkyně | ½ člověk a ½ Betazoid | Marina Sirtisová | „Střetnutí na Farpointu“ |        |
| Deanna Troi působí na USS Enterprise-D jako lodní poradkyně a psycholožka. Oficiálně má hodnost nadporučíka, v průběhu 7. sezóny seriálu získá hodnost komandéra. Po matce je poloviční Betazoid, takže má empatické schopnosti, které posádka využívá při řešení svých misí. |           |                       |                  |                          |        |

| | Jméno                                       | Pozice | Rasa             | Herec                    | Poprvé |
| --- | ------------------------------------------- | ------ | ---------------- | ------------------------ | ------ |
| Taša Jarová | taktický a bezpečnostní důstojník (1. řada) | člověk | Denise Crosbyová | „Střetnutí na Farpointu“ |        |
| Poručík Taša Jarová byla důstojníkem na lodi USS Enterprise-D, kde sloužila jako šéf bezpečnosti a taktický důstojník pod velením kapitána Picarda. Pocházela ze kolonie na planetě Turkana IV, kde vyrůstala v prostředí jako sirotek v prostředí gangů a násilí. V roce 2364 byla při misi na planetě Vagra II zabita bytostí zvanou Armus. |                                             |        |                  |                          |        |

| | Jméno                                                                                        | Pozice  | Rasa         | Herec                    | Poprvé |
| --- | -------------------------------------------------------------------------------------------- | ------- | ------------ | ------------------------ | ------ |
| Worf | pilot a obsluha počítačových stanic (1. řada) taktický a bezpečnostní důstojník (2.–7. řada) | Klingon | Michael Dorn | „Střetnutí na Farpointu“ |        |
| Worf je první klingonský důstojník Hvězdné flotily. V průběhu 1. sezóny sloužil jako kormidelník nebo na můstku USS Enterprise-D obsluhoval různé počítačové stanice. Po smrti Taši Jarové působil po zbytek seriálu jako velitel bezpečnosti a zbraňový důstojník. Po filmu Generace byl převelen na stanici Deep Space Nine pod velením Benjamina Siska, objevil se však i v následujících filmech s posádkou Enterprise-E. |                                                                                              |         |              |                          |        |

| | Jméno                                                                         | Pozice | Rasa        | Herec                    | Poprvé |
| --- | ----------------------------------------------------------------------------- | ------ | ----------- | ------------------------ | ------ |
| Wesley Crusher | civilista (1. řada) pilot (1.–4. řada) kadet (4.–7. řada) civilista (7. řada) | člověk | Wil Wheaton | „Střetnutí na Farpointu“ |        |
| Wesley Crusher je syn doktorky Crusherové, se kterou žil na lodi USS Enterprise-D. Nejprve se chtěl stát důstojníkem Hvězdné flotily, kapitán Picard jej proto jmenoval praporčíkem a Wesley Crusher se díky svému zájmu o techniku stal kormidelníkem lodi. Později nastoupil na Akademii Hvězdné flotily, odkud ale odešel a přidal se k indiánům žijícím na planetě Dorvan V. |                                                                               |        |             |                          |        |

## Vedlejší postavy
| Jméno             | Rasa                 | Herec                                       | Popis                                                                            |
| ----------------- | -------------------- | ------------------------------------------- | -------------------------------------------------------------------------------- |
| Reginald Barclay  | člověk               | Dwight Schultz                              | systémový technik na Enterprise-D                                                |
| B'Etor            | Klingon              | Gwynyth Walshová                            | Durasova sestra                                                                  |
| Bok               | Fereng               | Frank Corsentino (1987) Lee Arenberg (1994) | daiMon mstící se kapitánu Picardovi za smrt syna                                 |
| Cestovatel        | ?                    | Eric Menyuk                                 | záhadný humanoid schopný cestovat prostorem a časem pomocí myšlenek              |
| Duras             | Klingon              | Patrick Massett                             | protivník Worfa                                                                  |
| Gowron            | Klingon              | Robert O'Reilly                             | kancléř Klingonské říše                                                          |
| Guinan            | El-Aurian            | Whoopi Goldbergová                          | barmanka na Enterprise-D                                                         |
| Homn              | ?                    | Carel Struycken                             | sluha Lwaxany Troi                                                               |
| K'Ehleyr          | ½ člověk a ½ Klingon | Suzie Plaksonová                            | vyslankyně Federace, matka Alexandera Roženka                                    |
| Kurn              | Klingon              | Tony Todd                                   | bratr Worfa, člen Klingonské vysoké rady                                         |
| Lal               | android              | Hallie Toddová                              | „dítě“ Data                                                                      |
| Lore              | android              | Brent Spiner                                | „bratr“ Data                                                                     |
| Lursa             | Klingon              | Barbara Marchová                            | Durasova sestra                                                                  |
| Alynna Nečajevová | člověk               | Natalia Nogulichová                         | admirál Hvězdné flotily                                                          |
| Miles O'Brien     | člověk               | Colm Meaney                                 | kormidelník a později náčelník přepravy na Enterprise-D, manžel Keiko O'Brienové |
| Keiko O'Brienová  | člověk               | Rosalind Chaová                             | botanička na Enterprise-D, manželka Milese O'Briena                              |
| Alyssa Ogawa      | člověk               | Patti Yasutakeová                           | zdravotní sestra na Enterprise-D                                                 |
| Q                 | Q                    | John de Lancie                              | všemocná bytost                                                                  |
| Ro Laren          | Bajoran              | Michelle Forbesová                          | kormidelník na Enterprise-D                                                      |
| Alexander Roženko | ¾ Klingon a ¼ člověk | Jon Steuer (1990) Brian Bonsall (1992–1994) | syn Worfa a K'Ehleyr                                                             |
| Sarek             | Vulkánec             | Mark Lenard                                 | velvyslanec                                                                      |
| Sela              | ½ člověk a ½ Romulan | Denise Crosbyová                            | komandér Romulanského impéria, dcera Taši Jarové                                 |
| Noonien Soong     | člověk               | Brent Spiner                                | vynálezce, „otec“ Data a Lora                                                    |
| Lwaxanna Troi     | Betazoid             | Majel Barrettová                            | velvyslankyně, matka Deanny Troi                                                 |